# Mensa citrea
Eine Mensa citrea (Plural mensa citreae) war ein antiker römischer Tisch aus Sandarakbaum (Thuja articulata). 
Der Tisch spielte in der antiken Wohnungseinrichtung eine eher nachgeordnete Rolle. Eine Ausnahme bildeten runde Tische aus duftendem Holz. Das Holz wuchs extrem langsam, die Tischplatten, die aus einem Stück gefertigt wurden, waren hart und robust wegen ihrer Maserung geschätzt. Sie verströmten einen leichten Zitrusgeruch. Keiner dieser Tische, die normalerweise Elfenbeinfüße hatten, blieb erhalten. Als teuerstes Holz galt das Zitrusholz aus dem Atlas. Ein Epigramm Martials trägt den Titel Mensa citrea. Es lautet:

“Accipe felices, Atlantica munera, silvas:

Aurea qui dederit dona, minora dabit.”

„Nimm die reichen Wälder, Gaben des Atlas. 

Wer goldene Geschenke gibt, wird geringere [also weniger, als dieses Holz wert ist] geben.“

Marcus Tullius Cicero besaß eine Mensa citrea; Seneca angeblich gar 500.